# Rick Sund
Rick Sund (Elgin, 4 de junho de 1951) é um executivo da National Basketball Association (NBA), o qual é o atual gerente geral do Atlanta Hawks, tendo substituído Billy Knight em 2008. Anteriormente, era do Seattle SuperSonics e do Dallas Mavericks.